# The Redemption of 'Greek Joe'
Pour plus de détails, voir Fiche technique et Distribution.
The Redemption of Greek Joe est un film muet américain réalisé par William V. Mong et sorti en 1912.

## Fiche technique
- Réalisation : William V. Mong
- Production : William Nicholas Selig
- Date de sortie :  États-Unis : 11 avril 1912

## Distribution
- William V. Mong
- Rex De Rosselli
- William Stowell
- Maude Potter
- Victoria Woods
- Harry Lonsdale
- Edgar G. Wynn
- William Nager